# Оффенбах (район)
Оффенбах (нім. Offenbach) — район в Німеччині, в складі округу Дармштадт землі Гессен. Адміністративний центр — місто Дітценбах.

## Населення
Населення району становить 356 542 осіб (станом на 31 грудня 2020).

## Адміністративний поділ
Район поділяється на 3 громади (нім. Gemeinden) та 10 міст (нім. Städte):
| Міста (населення) | Громади (населення)                                             |
| --- | --------------------------------------------------------------- |
| 1. Гойзенштамм (18 960) 2. Дітценбах (34 429) 3. Драйайх (41 996) 4. Зелігенштадт (21 226) 5. Ланген (38 524) 6. Мюльгайм-ам-Майн (28 534) 7. Ной-Ізенбург (38 204) 8. Обертсгаузен (24 977) 9. Редермарк (28 344) 10. Родгау (46 005) | 1. Гайнбург (14 366) 2. Егельсбах (11 474) 3. Майнгаузен (9503) |

Дані про населення наведені станом на 31 грудня 2020.